# Kràsnaia Gorka (Vladímir)
|  | Per a altres significats, vegeu «Kràsnaia Gorka». |

Kràsnaia Gorka (en rus: Красная Горка) és un poble de l'óblast de Vladímir, a Rússia, segons el cens del 2010 tenia 105 habitants. Pertany al districte municipal de Iúriev-Polski.